# Історія нафтогазовидобування у США

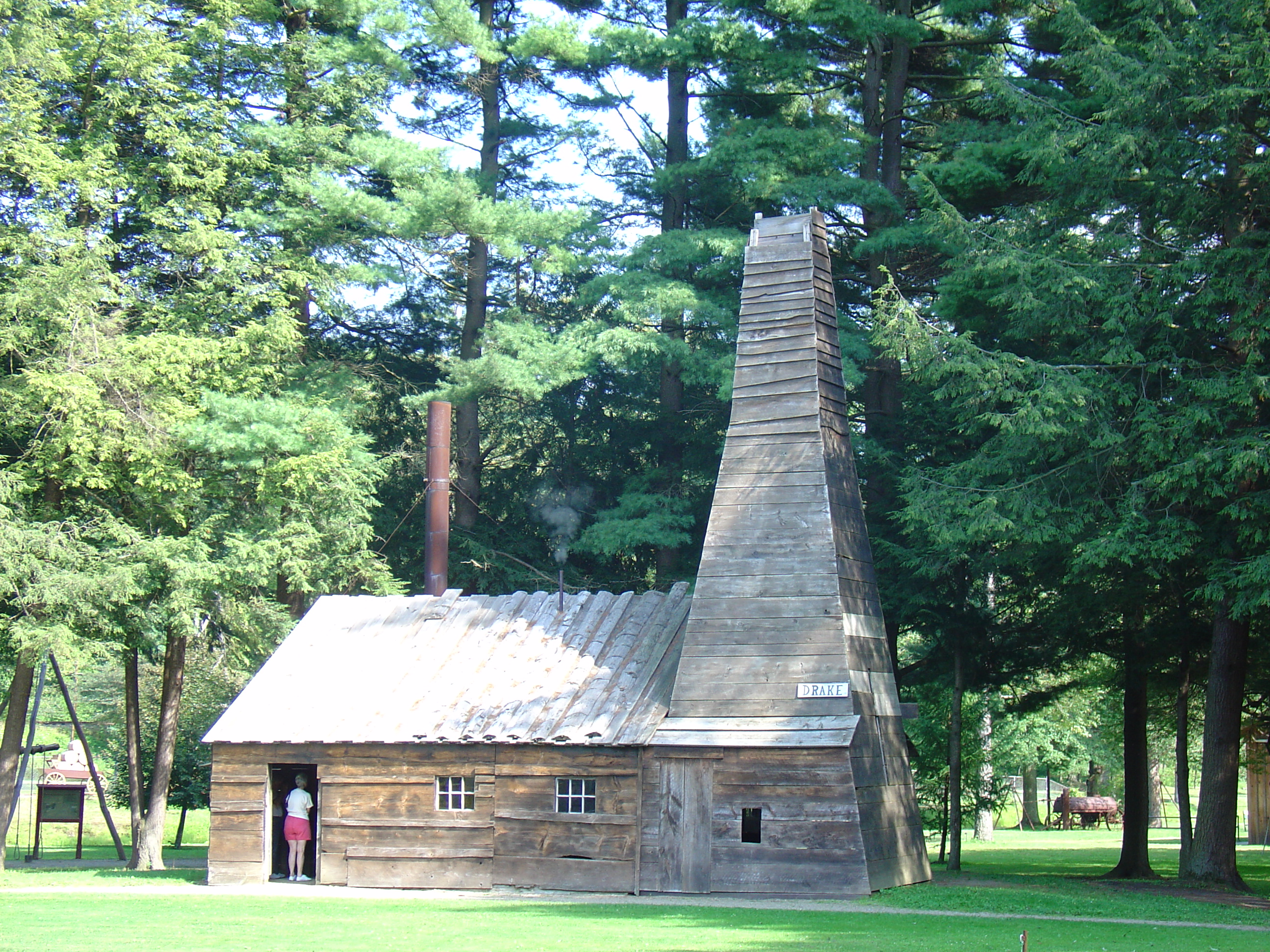
Реставровані двигун, будинок і вежа на Ойл-Крік, штат Пенсільванія

History of US Crude Oil Production, 1920 to 2014

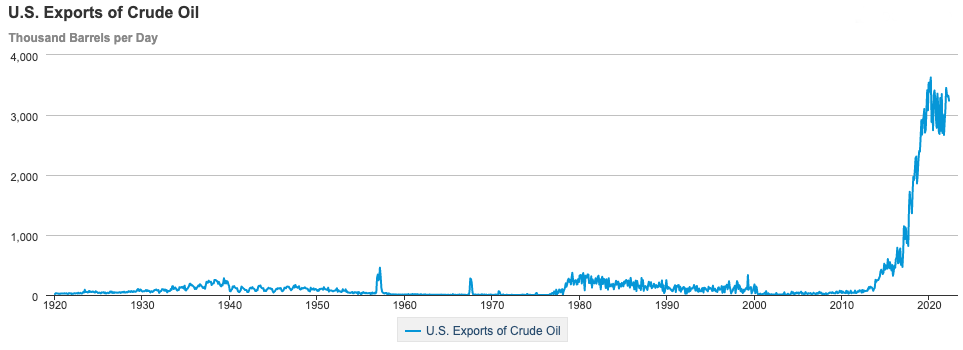
Crude oil exports by the United States 1920 to 2017

Історія нафтогазовидобування у США

## Ранній період
Індіанці Північної Америки, зокрема плем'я сенека, здавна знали про таємничі місця виходу нафти на поверхню та визнавали ці місця сакральними. Вони облаштовували їх спеціальними колодязями і збирали з поверхні води нафту ковдрами, відтискаючи її в посудини.
Уже в XVII—XVIII ст. колонізатори величезних просторів Північної Америки натрапляли на природні джерела нафти, а буріння неглибоких свердловин на воду іноді відкривало шлях до нафтових покладів. Нафту використовували здебільшого як освітлювальний олій.
У 1627 р. індіанці племені Сенека показали французькому католицькому місіонеру Джозефу де Ла Рош д'Айлону свої священні колодязі й розповіли про властивості цієї таємничої рідини, зокрема про її силу підтримувати горіння факелів. Священик благословив ці дивні місця й написав про них і про «олію Сенека» церковній владі у Франції. Виходи нафти на поверхню були знайдені індіанцями на землях сучасних округів Каттарогус і Аллегені на південному заході штату Нью-Йорк (до XVIII ст. входили до Колонії Пенсильванія). Ця подія була першим зареєстрованим відкриттям нафти на всьому північноамериканському континенті. Проте до початку промислової розробки родовищ залишалося близько двох з половиною сторіч.

## Зародження нафтової промисловості США
У 1854 р. канадський лікар і геолог А. Ґеснер запатентував у США спосіб отримання освітлювальної олії з кам'яного вугілля, яку він назвав «керосин» (у перекладі з грецької — «воскова олія», українською — «гас»). Якість цього продукту була невисокою, але дорожнеча китового жиру для світильних ламп сприяла поширенню нового палива на ринку. У тому ж 1854 р. нью-йоркський юрист Дж. Біссел і банкір Дж. Таунсенд розробили амбітний проект створення нафтової промисловості в США з метою заміни вугільного гасу та органічних світильних олій на продукти нафтопереробки. Вони ж утворили і першу американську компанію з видобутку нафти «Пенсильванія рок ойл компані» (Pennsylvania Rock Oil Company), яка з часом змінила назву на «Сенека ойл» (Seneca Oil). Засновники та перші інвестори знали про численні виходи «гірської олії» (нафти) вздовж ріки Сіл-Крик на північному заході Пенсильванії, де нафту збирали в невеликій кількості з поверхні струмків і використовували як лікарську сировину. Природно було очікувати знайти тут нафту у великих кількостях. Але чи можливо отримати з нафти якісну світильну олію? Підприємці звернулись до викладача хімії Єльського університету Б. Сіллімана (молодшого) із замовленням дослідити нафту та продукти її переробки як світильного та мастильного матеріалів (історія зберегла навіть суму гонорару — 526 доларів). Звіт ученого, датований 16 квітня 1855 р. був наданий компанії-замовнику з констатацією можливості отримання високоякісної світильної олії. Це було першим кроком розвитку нафтового бізнесу в США, який завдяки небаченій динаміці свого розвитку вплинув на хід світової історії.
Зародження нафтової промисловості США відбулося наприкінці 50-х років XIX ст., коли перша нафтова компанія «Сенека Ойл оф Коннектикут», очолювана Е. Дрейком, знайшла багату нафту у Пенсильванії (родовище Ойл-Крік). Їх перша свердловина, пройдена 1859 р. ударно-канатним способом на глибину 21,2 м, дала нафтовий фонтан зі сталим дебітом до 3,5 т на добу. Місце буріння було зумовлене наявністю поблизу природного нафтового джерела . Протягом 1860 р. одна із свердловин поблизу Титусвілля забезпечила майже 60 тис. т «чорного золота», довівши надзвичайно великий потенціал свердловинних технологій видобутку. Одна з найпотужніших нафтових свердловин Пенсильванії була пробурена 1886 р. поблизу Пітсбурга, і протягом майже двох місяців виносила на поверхню 1200 т нафти на добу. Уже 1873 р. видобуток нафти в Пенсильванії сягнув одного мільйона тонн, забезпечивши США світову першість нафтовидобутку (бакинські родовища лише на початку XX ст. на якийсь час випередили американські). Маленький Тайтусвіль у Пенсильванії — перший американський центр нафтовидобутку.
Свердловинний спосіб пошуку нафтових покладів привів до відкриття багатих родовищ у штатах Кентуккі й Огайо (1860 р.), а також у Каліфорнії (1861 р.), де в 90-х роках XIX ст. спостерігався справжній нафтовий бум (гігантські родовища Коалінга Іст, Мідуей-Сансет та ін. вивели Каліфорнію 1901 р. в лідери нафтовидобутку Америки). На початку XX ст. були розвідані багаті родовища Техасу. Загальний видобуток нафти в США досяг 1900 р. 8,6 млн т. Про масштаби подальшого зростання нафтової промисловості красномовно свідчить той факт, що протягом лише п'яти років (1909—1913 рр.) у США було пробурено на нафту понад 90 тис. свердловин.
Видобуток, переробка та транспортування нафти в США значною мірою визначалися діяльністю кампанії «Стандард Ойл», заснованої Джоном Рокфеллером 1870 р. у багатому нафтою штаті Огайо (нафтопереробні потужності компанії зосереджувалися в Клівленді). 1882 р. «Стандард Ойл» підпорядкував 40 компаній нафтової індустрії, об'єднавши їх в одному тресті, який запосів майже монопольні позиції в нафтовій галузі США. Це вдалося завдяки захопленню значної частини нафтопереробних і транспортних підприємств (разом із Вандербільдом), тиску на видобувні компанії з боку транспортних (конкуренти Рокфеллера отримували більш високий транспортний тариф, а інколи — повну транспортну блокаду видобувних підприємств). Показовим прикладом конкурентної боротьби «Стандард Ойл» було засилання розбійних банд на будівництво нафтогону (протяжністю 110 км), який незалежні від Рокфеллера компанії будували в Пенсильванії. Коли нафтопровід конкурентами було все ж споруджено і це могло призвести до втрати транспортної монополії «Стандард Ойл», Рокфеллер побудував паралельні нафтогони, якими нафту переганяли за символічну платню, доки транспортна артерія конкурентів не зазнала фінансового краху. 1894 р. Джон Рокфеллер став першим американським мільярдером.
Основний центр промислової переробки нафти сформувався у місті Клівленді штат Огайо (близько 120 км на захід від кордону з Пенсильванією).

## XX сторіччя
Порівнюючи становлення нафтової індустрії США з хронологічно першим карпатським регіоном промислового нафтовидобування, зазначимо, що незважаючи на відсутність сталих традицій розробки і відомих родовищ з кустарним колодязним видобутком (які слугували українським і румунським нафтовикам дороговказом для промислового нарощування видобутку), американські нафтові «старателі» та особливо нафтопереробна галузь (що контролювала ринок гасу) забезпечили швидкий, випереджаючий напівфеодальну Австрійську імперію розвиток промисловості. Це було зумовлене не тільки перевагами геологічних умов (фонтануючі свердловини) та швидким масовим впровадженням буріння свердловин із застосуванням відповідної техніки, але й більш сприятливими суспільними умовами ведення бізнесу, торгівлі, зведеного до мінімуму бюрократичного свавілля тощо. Належне слід віддати й ідеологам та творцям перших нафтових компаній США — Дж. Бісселу («Пенсильванія рок ойл компані») та особливо Дж. Рокфеллеру («Стандарт ойл»), масштабність мислення й організації справи в яких були значно більшого «калібру», ніж у їх колег з Центрально-Східної Європи. Ці переваги виявляться особливо переконливими в XX ст.
1911 р. рішенням антимонопольного комітету США «Стандард Ойл» було розділено на декілька компаній, що насправді лише незначною мірою вплинуло на позиції гігантської корпорації. Величезні капітали дозволили Дж. Рокфеллеру створити 12 потужних банків, які за рішенням Конгресу стали Федеральним резервом США (тобто тимчасовим місцезнаходженням податків держави). Таким чином нафтова промисловість уже на початку XX ст. відігравала роль одного з основних фінансових джерел індустріального світу, що значною мірою посилилось після виникнення і розвитку автомобільної, авіаційної та оборонної промисловості.
У 1910-ті роки нова автомобільна галузь США, яка динамічно розвивалася, обумовила значне збільшення обсягів нафтовидобування для виробництва бензину, причому прогнозовані темпи зростання випуску автомобілів визначали критичну межу запасів нафти на розвіданих родовищах США. Починалася «автомобільна революція» або «ера моторизації американського народу», яка змінила стиль життя Америки, а пізніше — усього світу. «Людським фактором» цих змін виступили організаційний талант і візіонерство Генрі Форда, який не тільки першим впровадив автоскладальний конвеєр і повний цикл виробництва, але створив мрію й нові можливості для мільйонів американців. Вже наприкінці 20-х років у США було 3,4 млн зареєстрованих автомобілів (78 % світової кількості). За десятиріччя (з 1919 по 1929 рр.) обсяг споживання нафти в країні збільшився в 2,5 рази, причому бензин у 1929 р. складав 85 % від загального споживання нафти . Перша бензоколонка світу з'явилася в 1907 р. у Сент-Луїсі (до цього бензин продавали у магазинах з бідонів), у 1921 р. кількість АЗС вже сягала у США 12 тис., а в 1929 р. — 143 тис.. Масштаби й динаміка зростання автомобільної галузі США вимагали адекватної відповіді галузі нафтовидобування.
Директор Геологічної служби США в 1910-ті роки Джордж Отіс Сміт попереджав про можливість «бензинового голоду» і необхідність масштабних геологічних розвідок як в середині, так і за межами країни. Певна надія покладалася на знайдені в горах Колорадо, Юти та Невади великі запаси сланцевої нафти, але її собівартість виявилась на той час економічно неприйнятною. Уряд США надавав допомогу нафтовим компаніям і підприємцям, що інвестували в пошуки й розробку нових родовищ, у тому числі підтримував їх у «поході» за нафтою інших країн. У 1912 р. був створений «недоторканий нафтовий запас» США на випадок війни або гострої економічної кризи.
Попит на нафту стимулював рух геологів, нафтовиків і численних, здебільшого дрібних підприємців на пошуки нових нафтових скарбів. Поруч зі «старим» нафтовим районом (Пенсильванія, Огайо) на початку XX ст. почали формуватися нові райони на півдні й заході країни: Оклахома, Каліфорнія, Техас.
Геологи вказували на Оклахому як на штат з дуже високим нафтовим потенціалом. Пошукові артілі й окремі старателі почали скуповувати землі індіанських резервацій і бурити, часом «на вдачу», численні свердловини. Більшість з цих людей не збиралися створювати нафтові компанії й видобувати нафту. Їх мрією було знайти на придбаних ділянках «чорне золото» й продати ці ділянки потужним компаніям за «грубі гроші». Успіх прийшов 22 листопада 1905 р. Роберту Галбрейту та Френку Чеслі, які бурили поблизу міста Талса на землях індіанки Іди Гленн, ім'ям якої й було назване відкрите потужне родовище «Гленн-Пул» (Glenn Pool). Відкриття багатої нафти викликало черговий нафтовий бум і навалу тисяч старателів, робітників і шукачів пригод (протягом 1906 р. прибуло понад 3 тис. осіб). Численні фонтануючі свердловини району викидали сумарно понад 100 тис. барелів нафти за добу, але при відсутності нафтогону, ця сировина майже нічого не коштувала. Цим скористався спритний ділець Гаррі Сінклер, який займався в Оклахомі купівлею-продажем дрібних нафтових ділянок. Він за безцінь скуповував усю нафту, яку бурильники відводили у вириті запруди (бо дівати не було куди), спорудив велику кількість сталевих цистерн і зберігав там сировину до завершення будівництва нафтопроводу, після чого продав нафту в 12 разів дорожче, ніж купував. Утворена Сінклером на цій оборудці нафтова компанія невдовзі стала одним з лідерів нафтовидобутку штату. У 1907 р. Оклахома видобула найбільшу кількість нафти серед штатів США, а містечко Талса, де розпочалося будівництво десятків нафтопереробних заводів, стало на деякий час нафтовою столицею Америки. «Гленн-Пул» дав 340 млн барелів. Подальший розвиток нафтовидобутку в Оклахомі був пов'язаний з освоєнням берегів ріки Сімаррон, де також знайшли велику нафту.
Один з перших художніх фільмів Голівуду з умовного циклу «Нафта править світом» закономірно отримав назву «Нафта Оклахоми» (режисер Стенлі Крамер, 1973 р.), що свідчить про ототожнення цього штату в суспільній думці американців з великою нафтою.
Справжнім «нафтовим ельдорадо» виявилась Південна Каліфорнія. За іронією долі іспанці, які першими з європейців відкрили й колонізували ці землі, не змогли віднайти величезні й різноманітні скарби місцевих надр. Ще 1776 р. іспанці заснували форт у затоці Золоті ворота, назвавши його на честь святого Франциска Ассізького. Місто Сан-Франциско стало одним із важливих центрів освоєння земель Нової Іспанії (Каліфорнії), хоча Північна Америка тривалий час розглядалася іспанцями як безперспективна територія саме з погляду на відсутність корисних копалин (у першу чергу — благородних металів). На географічних картах вона позначалася «Tierras de ningun provecho», тобто «землі, які не обіцяють пожитку». Фатальну помилку іспанців, які першими дійшли до найбагатших золотих і нафтових покладів Америки, але не розпізнали свого жаданого Ельдорадо, пояснюють тим, що шукали вони «вогнем і мечем», а не «киркою й лопатою».
Перша нафта в Каліфорнії була виявлена ще 1876 р. розвідниками кампанії «Star Oil» (родовище Піко-Каньйон північніше Лос-Анджелеса), але видобуток нафти з однієї свердловини не перебільшував 25 барелів за добу, що лише вказувало на доцільність подальших пошуків (їх вели геологи-нафтовики, які вперше з'явилися саме в Каліфорнії). Подібні знахідки дали підстави утворити в 1879 р. місцевим підприємцям Ч. Фелтону, Л. Тевісу та Дж. Лумісу «Тихоокеанську берегову нафтову компанію» («Pacific Coast Oil»), яку в 1900 р. придбала «Стандард Ойл», утворивши в 1906 р. «Каліфорнійський Стандард» («Standard Oil of California»), чим ще більше розширила домінування імперії Дж. Рокфеллера в США (рис. 4.20). Ще раніше частина нафтовиків-підприємців Каліфорнії, зокрема Л. Стюарт, Т. Бард, В. Хардісон вирішили протистояти нафтовому гіганту та об'єдналися в альтернативний союз, утворивши в Сан-Паулу кампанію «Union Oil». Вона спромоглася побудувати свої нафтопроводи від родовищ округу Керн до нафтопереробних заводів на узбережжі Тихого океану і вистояла в складній конкурентній боротьбі. Варто також зазначити компанію Едварда Доені, яка пробурила першу успішну свердловину біля міста Лос-Анджелес (1892 р.), розпочавши каліфорнійський нафтовий бум.
Специфіка освоєння нафтових родовищ Каліфорнії полягала в тому, що її територія знаходилась на значному віддаленні від основного споживчого ринку — сходу США, що стримувало значні капіталовкладення. З іншого боку розкривалися тихоокеанські ринки Азії і саме західне узбережжя з часом ставало значним споживачем. Відкриті в 1890-х роках потужні нафтові родовища підтвердили перспективність регіону — розпочалася ера каліфорнійської нафти. Основний нафтогазоносний район Каліфорнії — долина ріки Сан-Хоакін, яка включає найбільш потужні родовища Мідвей-Сансет (відкрите в 1894 р.), Нафтове родовище ріки Піхотинця (1899 р.), Південний Белрідж (1911 р.), що в окрузі Керн. Значні родовища були відкриті також в басейні ріки Лос-Анджелес — Вілмінгтон (1932 р.), Санта-Фе-Спрінгс, Лонг-Біч. У 1914 р. в окрузі Вентура свердловина Ральфа Ллойда і Джозефа Дебні на глибині 780 м дала нафтовий фонтан руйнівної сили. За кілька років округ Вентура і навколишні території були щільно заповнені нафтовими вежами.
Невдовзі естафета знахідок від Каліфорнії перейшла до сусіднього Техасу. Відкриття техаської нафти певною мірою пов'язано з ім'ям шкільного вчителя П. Хіггінса, який разом з учнями часто відвідував пагорб Спіндлтоп поблизу міста Бамонт на південному сході Техасу. Місцеві водні джерела, що виділяли газ, навели вчителя на думку про можливу наявність тут нафти. У цьому районі вже були невдалі буріння свердловин, тому ідеї Хіггінса нафтовики зустріли вельми скептично. Проведені поблизу Бамонта попередні геологічні дослідження теж давали негативний прогноз щодо наявності нафтових родовищ. Проте Хіггінс, простудіювавши всю наявну нафтову літературу, впевнено, часом нав'язливо доводив усім перспективність пагорба Спіндлтоп (за що отримав від містян прізвисько «лунатика», навіженого «міфічною техаською нафтою»).
Хіггінсу вдалося зібрати невеликі інвестиції та зацікавити своїм «нафтовим районом» гірничого інженера, вихідця з Австро-Угорщини Ентоні Лукаса (Антона Лючича), приятеля уславленого винахідника Ніколи Тесли, з яким вони разом вчилися в Політехніці Гарца. Лукас працював на соляних рудниках Луїзіани, вів на узбережжі Мексиканської затоки успішні геологічні розвідки солі, іноді знаходив і прояви нафти. У 1899 р. він погодився на пропозицію Хіггінса зайняти місце інженера-бурильника в спільній компанії. У 1900 р. Лукас заклав свердловину поблизу підніжжя пагорба Спіндлтоп, справедливо вгледівши у його формі соляний купол, під яким могла бути нафта. Буріння йшло по міцних пісковиках. На глибині 275 м гідравлічний бур вийшов з ладу, грошей на оновлення обладнання не було й компаньйони звернулися «по допомогу» до Дж. Рокфеллера, але «Стандард Ойл» цього разу «дала осічку», не відчувши техаської перспективи. Партнерів підтримала бурильна кампанія Дж. Гейлі та Дж. Гаффі з Пітсбурга. 10 січня 1901 р., коли свердловина сягнула глибини 370 м відбувся викид газу і забив нафтовий фонтан висотою понад 60 м.
«Фонтан Лукаса» розпочав масштабне явище, відоме як «Техаський нафтовий бум», що призвів до бурхливого розвитку економіки штату. Тільки подивитись на фонтануючу свердловину, яка давала 75 тис. барелів на добу, прибуло понад 50 тис. осіб. На місці буріння утворилося ціле нафтове озеро площею 40 га. Населення Бамонта за рік зросло з 8 тис. до 60 тис. осіб, на початок 1902 р. в місті було зареєстровано 600 нафтових компаній, а в околицях діяло (або бурилося) 285 свердловин, які з часом перейшли до новоствореної потужної компанії «Ґалф Ойл» («Gulf Oil»), що належала фінансовій групі Меллонів. Утворилася також досить агресивна компанія «Тексако» (власник — Дж. Каллінан), яка з часом відійшла «Стандард Ойл». Першовідкривачі Хіггінс, Лукас, Гейлі та Гаффі отримали мізерні (у порівнянні з «Ґалф Ойл») прибутки зі Спіндлтопського родовища, але зробили вагомий внесок у відкриття техаської нафти, яка на думку багатьох експертів «допомогла США стати наддержавою». Американський комітет з нафти і газу призначив Ентоні Лукаса своїм довічним почесним головою, а в місті Бамонт в 1941 р. йому встановили 15-метровий гранітний постамент. Спіндлтопське родовище дало понад 50 млн барелів нафти, видобуток продовжується до сьогодні.
Техас зумів здивувати нафтовий світ ще раз у 1930 р., коли було відкрите велетенське родовище Іст-Тексас (East Texas) на сході штату (160 км на схід від Далласа). Воно займає гігантську площу 570 км2 і нараховує понад 30,3 тис. старих і діючих свердловин (це друге за запасами та перше за кількістю видобутої нафти з моменту відкриття родовище США).
Перші спроби свердловинних пошуків нафти велись тут ще з 1911 р., але буріння сягало лише на кілька сотень метрів (існуюча техніка здебільшого «буксувала» на більших глибинах). Такі свердловини утворювали лише сухі отвори та призводили до банкрутств компаній-інвесторів та бурильних артілей. Найбільшу завзятість і наполегливість виявили бурильник Колумбус Маріон Джойнер і геолог-нафтовик А. Д. Ллойд, які відкрили нафту на колишніх землях фермерки Дейзі Бредфорд (на честь якої називали свої свердловини). 3 жовтня 1930 р. свердловина «Daisy Bradford № 3» на глибині 1078 м дала потужну нафту.
Свердловина Джойнера вцілила майже в південно-східну границю родовища, невдовзі в 14 км на північний захід від неї була пробурена ще одна успішна свердловина, яка забезпечувала добовий видобуток понад 22 тис. барелів нафти, а на початку 1931 р. ще одна свердловина в 40 км на північ від «Дейзі Бредфорд № 3» дала багату нафту, причому всі три свердловини були майже однакової глибини (1070—1100 м). Деякий час ці свердловини вважали щасливими знахідками трьох різних родовищ, проте між нафтовиками побутувала майже фантастична думка, що все це єдине велетенське родовище. Одним з перших, хто «зробив ставку» на цю сміливу ідею був Гарольдсон Хант. У листопаді 1930 р. він зустрівся з Джойнером у готелі «Baker» в Далласі й купив його свердловину та ділянку в 5580 акрів за нечувану в ті часи суму в 1,34 млн доларів. Активне скуповування Хантом ділянок в межах розвіданого трикутника та масове буріння свердловин забезпечили йому базу для створення в 1934 р. власної нафтової компанії «Hunt Oil Company», яка завдяки масштабам родовища Іст-Тексас достатньо швидко перехопила лідерство за обсягами видобутку нафти в США.
У роки Другої світової війни «Hunt Oil Company» надійно забезпечувала армії США та союзників нафтою та нафтопродуктами. Для транспортування нафти на переробні заводи у Філадельфію компанія спорудила найбільший на той час нафтопровід у світі (будувався в 1942-44 рр.), так званий «Великий дюйм» довжиною 2300 км і діаметром 24 дюйми (610 мм). Транспортування танкерами було дуже ризикованим, оскільки німецькі підводні човни постійно полювали на танкери в Мексиканській затоці. У післявоєнні роки компанія Ханта щорічно вводила понад 300 нових свердловин, а сам нафтовий магнат у 1948 р. був визнаний найбагатшою людиною Америки. Управління багатьма нафтовими корпораціями зосередились у Далласі та Хьюстоні, які стали важливими нафтовими центрами США.
У другій половині XX ст. у США було відкрито чимало нафтових родовищ середньої та великої продуктивності і лише один велетенський нафтовий «слон», який перебільшив Іст-Тексас — родовище Прадхо-Бей на Алясці (1968 р.). У США на початку XXI ст. близько 24 % сумарного нафтовидобутку видобувалося в Техасі, 23 % — на Алясці, 14 % — в Луїзіані, 13 % — в Каліфорнії, 4 % — в Оклахомі, 3,5 % — у Вайомінгу, 3 % — у Нью-Мексико, 2 % — у Канзасі і 1,4 % — у Північній Дакоті (інші штати — менше 1 %). У XXI ст. Аляска і Техас відкривають найбільше нових родовищ великої продуктивності, які суттєво збільшили нафтовий потенціал країни.
Одним з головних «секретів» великого успіху США в освоєнні нафтогазових родовищ було й залишається масове буріння свердловин, причому рівний доступ до ділянок призводив до «нафтових бумів» із залученням на кожному потужному родовищі сотень бурильних артілей і окремих старателів, що інвестували в пошуки й видобуток нафти. Одночасно діяли й великі компанії, які конкурували між собою та об'єднаннями дрібних підприємців, проте частка «старателів» (дрібних підприємців) у відкритті нових родовищ завжди складала від 2/3 до 3/4.
Починаючи з 1939 р. щорічно в США бурилося 3 — 5 тис. розвідувальних свердловин, а з 1947 р. — близько 7 тис. При цьому одна розвідувальна свердловина припадала в США на 31 км² перспективної нафтоносної території, тоді як середній показник інших нафтовидобувних країн складав 1259 км2 (тобто був гірший майже в 40 разів). Таким чином, імовірні запаси нафти в інших країнах з причин недостатньої вивченості не використовувались у таких масштабах, як у США. Загальна кількість свердловин (розвідувальні та видобувні) у 1930-40 рр. складала 28 — 33 тис. на рік, а в 1948 р. — 40 тис. (це понад 40 млн погонних метрів у рік), причому 16 % з них були «дикими кішками», тобто не були пов'язані з існуючими родовищами. У тому ж 1948 р. нафту давали 443 тис. свердловин. У другій половині XX ст., незважаючи на збільшення ролі великих компаній, зазначені тенденції залучення дрібного й середнього бізнесу в буріння свердловин збереглися.